# 1898 en sociologie
| Années de la sociologie : 1895 - 1896 - 1897 - 1898 - 1899 - 1900 - 1901    |
| Décennies de la sociologie : 1860 - 1870 - 1880 - 1890 - 1900 - 1910 - 1920 |

Cet article présente les événements de l'année 1898  dans le domaine de la sociologie. 

## Publications

### Livres
- Franklin Henry Giddings, Elements of Sociology
- Gabriel Tarde, Les Lois sociales. Esquisse d’une sociologie
- Gabriel Tarde, Écrits de psychologie sociale
- Charlotte Perkins Gilman, Women and Economics
- Lester Frank Ward, Outlines of Sociology (contours de la sociologie)

### Articles
- Émile Durkheim, « Représentations individuelles et représentations collectives » in Revue de métaphysique et de morale. VI; 273-302 p.

## Naissances
- 1er avril : Roger Bastide (mort le 10 avril 1974), sociologue et anthropologue français.
- 19 juillet : Herbert Marcuse (mort le 29 juillet 1979), philosophe, sociologue, marxiste, allemand et américain (École de Francfort).
- 26 octobre : William Lloyd Warner (mort le 23 mai 1970), sociologue américain.